# Pochodsk
Pochodsk (Russisch: Походск) is een plaats (selo) en het centrum van de gelijknamige nasleg 'Pochodski' in het oosten van de oeloes Nizjnekolymski in het noordoosten van de Russische autonome republiek Jakoetië. De plaats ligt rond de 'viska' (oud-Zurjeens-Siberisch woord voor "beek") Pochodskaja nabij haar instroom in de zijarm 'Pochodskaja Kolyma' ("Pochodse Kolyma") van de Kolymarivier. De plaats ligt op 45 kilometer ten noordwesten van het oeloescentrum Tsjerski. In 2001 telde het 270 inwoners. Bij de volkstelling van 1989 waren dit er ongeveer 200. In de plaats wonen een aantal starozjily; de Pochodtsjane, alsook een aantal Joekagieren.
De naam Pochodsk komt van het Russische woord pochod, wat "mars, veldtocht" betekent en verwijst naar de marsen die de Siberische Kozakken hielden tegen de inheemse bevolking (met name de Tsjoektsjen) die weigerde de Russische nationaliteit aan te nemen en jasak te betalen en de Russen soms ook aanvielen. Ook Pochodsk werd meerdere malen -tevergeefs- aangevallen door Tsjoektsjen met kano's vanaf Kaap Sjelag (volgens legenden voor het laatst eind 18e eeuw).
De belangrijkste economische sectoren van het dorp zijn de rendierhouderij, visserij en bonthandel. De rendierhouderij is ondergebracht in de sovchoz Pochodski. In het dorp bevinden zich een café, onderbouw-internaat, een medische instelling, een aantal winkelgelegenheden en een houten kerkje.

## Geschiedenis
De plaats werd in 1644 gesticht door Jakoetsk-Kozakken vanuit Nizjnekolymsk onder de naam Malaja Tsjoekotsjja (naar de rivier Kleine Tsjoekotsjja; 'malaja' betekent "klein"). Met het verdwijnen van de sabelmarters (en daarmee hun waardevolle huiden) waren de inwoners eind 17e eeuw min of meer gedwongen om een bestaan als vissers en jagers (met name op poolvossen) op te bouwen, daar hun kotsjen niet geschikt waren om op zee te varen. Zo ontstond een van de Russische starozjily-groepen; de Pochodsjane. Het dorp onderhield contacten met het soortgelijke dorp Roesskoje Oestje (handel en uitwisseling van bruiden). Het dorp, dat net als omringende Russische dorpen geen enkele steun kreeg van het tsaristische regime (in tegenstelling tot de Jakoetse kozakken-vojsko), kende goede en slechtere tijden met honger en pokkenepidemieën (4 maal in de 19e eeuw en in 1908 stierf de bevolking hierdoor bijna uit). In 1857 telde het 15 huizen. Men kon door de afwezigheid van zout (en zoutmeren) geen vis zouten voor langere tijd en dus geen voorraden aanleggen en er was ook geen vee afgezien van sledehonden. De vrouwen waren gedwongen om met beperkte middelen en ingrediënten in eten te voorzien, wat tot typische gerechten leidde, zoals piroggen zonder gebruik van bloem of barabany-bliny. Er werden later hele kookboeken over geschreven. Ook andere tradities, zoals volksliedjes verschilden van andere gebieden in het Russische Rijk.
Het dorp wist tot tweemaal toe te ontsnappen aan het predicaat "perspectiefloos dorp" dat de opheffing betekende van vele dorpen in de Sovjet-Unie: Aan het begin van de Tweede Wereldoorlog werd geprobeerd het dorp naar de oostzijde van de Kolyma te verplaatsen, naar een plek waar het slecht vissen en jagen was. Na 3 à 4 jaar van sappelen en honger lijden vertrokken de eerste inwoners weer terug naar de oude plek, uiteindelijk gevolgd door het kolchozbestuur. Begin jaren 1970 volgde een tweede poging, toen de school gesloten werd en gedreigd werd met de sluiting van de selsovjet en de verplaatsing van alle inwoners naar Tsjerski. In de tweede helft van de jaren 1970 veranderde de situatie; de overheid liet een elektriciteitscentrale, ketelhuis, bakkerij, kleuterschool, basisschool en een aantal flats bouwen. In 1991 werd de sovchoz Pochodski opgericht. In hetzelfde jaar begon de Kolyma langs de heuvel te schuren waar de graven lagen van pokkenslachtoffers waarop werd gevreesd voor een nieuwe uitbrak van deze ziekte en de schade werd hersteld.
Bestuurlijk centrum: Tsjerski

Ambartsjik · Androesjkino · Dve viski · Jermolovo · Kolymskoje · Krestovaja · Michalkino · Nizjnekolymsk · Petoesjki(†) · Pochodsk · Timkino · Tsjoekotsjja